# (4532) Copland
(4532) Copland ist ein Asteroid des Hauptgürtels, der am 15. April 1985 vom US-amerikanischen Astronomen Edward L. G. Bowell an der Anderson Mesa Station (IAU-Code 688) des Lowell-Observatoriums in Coconino County entdeckt wurde.
Der Asteroid wurde nach dem US-amerikanischen Komponisten Aaron Copland (1900–1990) benannt, der einer der bedeutendsten Vertreter der amerikanischen Moderne war.